# Prognózis (együttes)
A Prognózis az 1980-as évek egyik népszerű magyar rockegyüttese.

## Az együttes története

### Az 1980-as években
Vörös István katonaideje alatt, 1979-ben szervezte meg a Hadirock együttest, melynek második felállásában már Kormos Gáborral és Klemm Ervinnel is együtt zenélt a későbbi Prognózisból.
Leszerelésük után, 1981-ben alapították meg a Prognózist, melyhez csatlakozott Jankai Béla és Bártfai György. Ezzel létrejött a Prognózis klasszikus felállása, mely tartósnak bizonyult: egészen 1987-ig, a zenekar megszűnéséig működtek ebben az összeállításban. Egy hónappal megalakulásuk után megnyerték a Rock Reflektor című tehetségkutató versenyt, majd Dorogon, az első jelentős magyar rockfesztiválon koncerteztek, több tízezer ember előtt.
1982-ben megjelent a Hajsza közben / Nyári éjszakák című kislemez. A címadó dal után a zenekar stílusát hajsza-rockként is emlegették, egyes újságírók viszont az "állami új hullám" képviselőiként hivatkoztak – a korszak több zenekarához hasonlóan – a Prognózisra. Ez utóbbi meghatározás egyrészt arra utalt, hogy a zenekar lemezkiadási lehetőséget kapott az akkor monopol helyzetben lévő lemezgyártól. A megnevezés másrészt abból adódott, hogy itthon a new wave stílust szinte az összes, ebben az időszakban alakuló együttessel azonosították.
Megjelenése után a Hajsza közben heteken keresztül vezette a Magyar Rádió és a Magyar Ifjúság című lap közös slágerlistáját.
Ugyanebben az évben indították klubjukat Csepelen a Rideg Sándor Művelődési Házban.
1984-ben megjelent első nagylemezük az Előjelek. A lemezre felkerült az együttest korábban megismertető Hajsza közben is, de lemaradt róla a Nyári éjszakák című dal. 1986-ban jelent meg második és egyben utolsó nagylemezük, a Tele van a város szerelemmel. Az öttagú zenekar állandó közreműködője volt Radul Zoltán altszaxofonon.
Ebben a korszakban olyan Magyarországon fellépő világsztárok előtt koncerteztek, mint Tina Turner és Alvin Lee. Részt vettek a korszak jelentős rockfesztiváljain, valamint az 1980-as években megrendezett segélykoncerteken is. Az Élő segély Afrikáért elnevezésű koncert első napján három dalukat adták elő (Szerelem szabadon, Tele van a város szerelemmel, Hajsza közben), a kezdeményezés nagylemezén pedig az Eltékozolt századok című dallal szerepeltek.
1987-es feloszlásukig folyamatosan koncerteztek a Budai Ifjúsági Parkban, majd később a Petőfi Csarnokban is. 1987-ben Vörös István és Jankai Béla új társakkal, Piknik Club néven adták ki, könnyedebb hangvételű, azonos című új albumukat. Ezzel a zenekarral 1988 őszén Kárpátalján turnéztak.
A Hungaroton 1994-ben adta ki azt a válogatásalbumot, mely a Prognózis két lemezéről és a Piknik Club albumról gyűjtötte össze a legismertebb slágereket. A válogatásra felkerült a korábban csak kislemezen megjelent Nyári éjszakák című dal is, valamint az addig kiadatlan Szeretni kéne.

### A feloszlás után
A rövid életű Piknik Club után Jankai Béla és Vörös István útjai is elváltak. Jankai stúdióvezetőként, televíziós programigazgatóként és zeneszerzőként is tevékenykedett a következő időszakban. A basszusgitáros Kormos Gábor "Cirmos Kormos" néven, mulatós zenét játszva kezdett koncertezni. Neve alatt több nagylemez is megjelent.
Vörös István 1989-től szólókarrierbe kezdett, 1991-től pedig összeállt a Vörös István és a Prognózis, mely a koncerteken és a lemezeken kísérte az énekest. Ezt az időszakot azonban már nem számítják bele a Prognózis zenekar működésébe. Az énekes-dalszerző erről úgy nyilatkozott, hogy "...az már csak a nevében volt Prognózis, lényegében az én szóló produkcióm volt, Vörös István és a Prognózis néven." Vörös István már ekkor is egyedül jegyezte az új dalok szövegét és zenéjét, az évek során pedig a Prognózisra utaló kiegészítés is eltűnt a zenekar elnevezéséből. 1999 után a Prognózis névvel már csak a jubileumi koncerteken találkozhatott a közönség, a klasszikus felállású együttes évfordulói alkalmával.
Az első nagyszabású jubileumi koncertre 2001. október 6-án került sor, a Petőfi Csarnokban. Ezen az estén három Prognózis-tag – Vörös, Jankai és Klemm – mellé Jülek Tamás (gitár, vokál), Pálmai Zoltán (dob), Solti Ferenc (basszusgitár) és Kaposvölgyi József "Golyó" (billentyű, vokál) csatlakozott. A megalakulás 20. évfordulója alkalmából megtartott koncertről CD és DVD is készült.
A következő közös koncertre 2007. február 24-én került sor, szintén a Petőfi Csarnokban, a több mint öt évvel ezelőtti fellépéssel megegyező felállásban.
Máig utolsó hivatalos koncertjét 30. születésnapján adta a Prognózis (2011. április 30-án, a SYMA Csarnokban). Jankai, Vörös és Klemm – a korábbi jubileumi koncertekhez hasonlóan – a doboknál ezúttal is Pálmai Zoltánnal, gitáron Jülek Tamással, basszusgitáron pedig Solti Ferenc "Franky"-vel egészültek ki, de rajtuk kívül billentyűsként Tót Attila, énekesként pedig Szalóki Anett is segítette a zenekart közreműködőként.
2017-ben, Jankai Béla 55. születésnapi koncertjén, a Barba Negra Music Clubban egy blokk erejéig újra egy színpadra állt Jankai Béla, Vörös István és Klemm Ervin. A triót a doboknál  Jankai Valentin, basszusgitáron Jankai Sebastian, a billentyűknél Tót Attila, gitáron pedig Szűcs János egészítette ki. Amikor a koncert végén a három egykori Prognózis-tag a zenekar nevével ellátott pólóban állt a színpadon, Jankai Béla úgy fogalmazott: "talán utoljára viseljük ezt a pólót", ami alapján kétségessé vált, hogy a közönség láthatja-e még valaha a Prognózis együttes eredeti tagjait közösen koncertezni.
2021 októberében azonban a 40 éves jubileum alkalmából újra összeállt a zenekar a MOM Kulturális Központ színpadán Vörös István koncertjén, ezúttal szinte teljes létszámban, hiszen Vörös István, Jankai Béla, és Klemm Ervin mellé ezúttal "Cirmos" Kormos Gábor is csatlakozott, a felállást Vörös István jelenlegi zenésztársai, a már rutinos Prognózis-beugró  Tót Attila billentyűs, valamint Egri László gitáros és  Horváth Róbert dobos egészítette ki. Összesen 11  dal csendült fel , a koncert végén pedig az ünnepi torta is felvágásra került .

## Diszkográfia
Nagylemezek
- Előjelek, LP, magnókazetta (1984, Hungaroton-Start)
- Tele van a város szerelemmel, LP, magnókazetta (1986, Hungaroton-Profil)

Kislemezek
- Hajsza közben / Nyári éjszakák, SP (1982, Hungaroton-Start)

Egyéb kiadványok
- A legjobb Prognózis-dalok 1981-1987, CD, magnókazetta (1994, Hungaroton-Gong) Válogatásalbum a zenekar korábbi felvételeiből, és egy korábban kiadatlan dal.
- Prognózissimo, CD, magnókazetta (2003) A 2001-es, Petőfi Csarnokban megtartott jubileumi koncert hanganyaga.
- Prognózissimo, DVD (2007) A 20. évforduló alkalmából rendezett koncerten készült videófelvétel kiadása.
- Jankai 55, DVD (2018) – Jankai Béla 55. születésnapi koncertje, benne egy Prognózis-blokkal.